# Női 800 méteres síkfutás a 2011. évi nyári európai ifjúsági olimpiai fesztiválon
A 2011. évi nyári európai ifjúsági olimpiai fesztiválon az atlétikai versenyszámokat Trabzonban rendezték. A női 800 méteres síkfutás előfutamait július 26.-án, a döntőjét pedig július 29.-én rendezték.

## Selejtező
Minden selejtezőcsoport első 3 helyezettje (Q) illetve a további legjobb 2 időeredménnyel (q) rendelkező sportoló jutott tovább a döntőbe.
| H  | F | Név                   | Nemzet             | E       | Mj   |
| -- | - | --------------------- | ------------------ | ------- | ---- |
| 1  | 1 | Olena Sidorska        | Ukrajna            | 2:08.74 | Q    |
| 2  | 2 | Luna Udelhoven        | Németország        | 2:09.44 | Q    |
| 3  | 1 | Dagmar Olsen          | Dánia              | 2:10.15 | Q    |
| 4  | 1 | Abbie Hetherington    | Egyesült Királyság | 2:10.43 | Q    |
| 5  | 2 | Camilla De Bleecker   | Belgium            | 2:10.71 | Q    |
| 6  | 2 | Meropi Panagiotou     | Ciprus             | 2:11.34 | Q    |
| 7  | 2 | Camille Laplace       | Franciaország      | 2:11.56 | q    |
| 8  | 1 | Valerija Linkevica    | Lettország         | 2:11.79 | q PB |
| 9  | 1 | Eveliina Maattanen    | Finnország         | 2:12.21 | PB   |
| 10 | 1 | Asli Arik             | Törökország        | 2:14.45 |      |
| 11 | 2 | Emilija Milanovic     | Szerbia            | 2:15.08 |      |
| 12 | 1 | Alena Ulrichova       | Csehország         | 2:16.34 |      |
| 13 | 1 | Volha Yundzil         | Fehéroroszország   | 2:18.15 |      |
| 14 | 2 | Theofani Lampropoulou | Görögország        | 2:18.83 |      |
| 15 | 2 | Amy O'donoghue        | Írország           | 2:21.43 |      |

## Döntő
| H     | Név                 | Nemzet             | E       | Mj |
| ----- | ------------------- | ------------------ | ------- | -- |
| Arany | Olena Sidorska      | Ukrajna            | 2:05.26 | CR |
| Ezüst | Camilla De Bleecker | Belgium            | 2:05.74 |    |
| Bronz | Luna Udelhoven      | Németország        | 2:07.30 | PB |
| 4     | Abbie Hetherington  | Egyesült Királyság | 2:08.67 | PB |
| 5     | Meropi Panagiotou   | Ciprus             | 2:09.10 | PB |
| 5     | Camille Laplace     | Franciaország      | 2:09.12 |    |
| 7     | Dagmar Olsen        | Dánia              | 2:11.00 |    |
| 8     | Valerija Linkevica  | Lettország         | 2:13.66 |    |